# Löpande transfereringar
Löpande transfereringar är ett mått som används inom nationalräkenskaper och makroekonomi. Det innefattar bidrag och avgifter till till exempel EU eller annan internationell organisation (Nato) samt bistånd man får eller ger. Löner som intjänats i främmande land och förs tillbaka till landet räknas som löpande transfereringar. 